# Шевели ластами!
«Шевели ластами!» (англ. A Turtle's Tale: Sammy's Adventures) — бельгийско-французский полнометражный анимационный фильм, выпущенный в августе 2010 года режиссёром Беном Стассеном. Рабочее название — «Вокруг света за 50 лет». Мультфильм был показан в 3D-формате.

## Сюжет
1959 год. Сэмми, зелёная черепаха, рождается на пляже и пытается выбраться из песчаного гнезда, но нападает в плен к чайки. Плюнув в глаз чайки, он заставляет его в полете столкнуться с другой чайкой, несущей в клюве другую черепаху по имени Шелли. Новорожденные черепахи терпят крушение на пляже. Сэмми на обломках плота, где он теряет сознание, вместо этого Шелли удается выйти в море. Утром Сэмми встречает кожистую черепаху по имени Рэй, с которой сразу же подружится.
1969 год. Сэмми и Рэй почти выросли вместе, резвясь во власти тихоокеанских течений на самом плоту. Однажды утром Рэй берет Сэмми под воду и знакомит его со своим новообретенным осьминогом по имени Слим, которую вынуждены укрываться от разлива нефти, вызванного кораблекрушением нефтяного танкера. По мере того, как Сэмми и Рэй становятся все больше и больше, и плот начинает терять части, плот внезапно рушится, оставляя Сэмми и Рэя без дома. Пока они спорят, Сэмми, Рэй и сотни рыб попадают в траулерные сети и разделяются. Через несколько часов Сэмми выбрасывается обратно в море без сознания, но его спасает дельфин.
Рыбаки бросают Сэмми обратно в море, и он достигает берега, где его находят два хиппи. Приведенный в их лагерь и накормленный, он знакомился с миссис Снежником, котом Котоффом и старшей черепахой по имени Вера, которую затем выпускают в море. Однажды ночью правоохранительные органы демобилизуют хиппи, и когда она уходит с ними с пляжа, Котофф прячет Сэмми. Вернувшись в океан, он находит Веру, которая спасает его от удушья полиэтиленовым пакетом; лакомясь водорослями, они случайно спасают черепаху от белой акулы, в которой Сэмми узнает Шелли.
Итак, путешествие Сэмми и Шелли началось, и они встречают несколько морских существ по пути, чтобы найти секретный проход. В конце концов они добираются до Панамского канала, где, как они предполагают, секретный проход находится близко. После того, как они храбро защищаются от стаи пираний, орел схватил Сэмми и отнес его в свое гнездо, где его птенцы собираются съесть его. Сэмми удается защитить себя от птенцов, но только для того, чтобы услышать жужжание бензопилы под ним, и прежде чем дерево падает, Сэмми замечает корабль неподалеку, направляющийся к месту вдалеке, поэтому, благополучно вернувшись в воду, Сэмми и Шелли следуют за кораблем и они добрались до того, что, как они предполагают, является секретным проходом. Когда пара собирается пройти через него, они непреднамеренно разделяются, пытаясь пройти шлюз.
Сэмми, думая, что это его вина, что он потерял Шелли, чувствует себя подавленным и направляется обратно к океану, где он проплывает мимо тюка, полного счастливых пар морских черепах. Проплывая мимо пар, он встречает пожилую пару черепах, которая случайно сталкивается с Шелли, что заставляет Сэмми чувствовать рельеф, что Шелли все еще жива и она направляется на юг к ледяным океанам, чтобы найти секретный проход. Сэмми идет по следу в надежде, что он снова увидит Шелли, и по пути он встречает корабль, где пассажиры сбрасывают разный хлам в океан. Однако Сэмми находится слишком близко к кораблю, и двое пассажиров сбрасывают холодильник, что заставляет Сэмми забраться на него как на лодку.
Сэмми путешествует до Антарктиды, где встречает кита и просит его о помощи. Однако кит случайно привлекает внимание к кораблю Green Warrior, полному китобоев, и один из них стреляет в него гарпуном, но кит уворачивается, и гарпун попадает в холодильник, на котором сидит Сэмми. Сэмми, замерзающий в воде, в конечном итоге привлекает внимание группы рабочих корабля Green Warrior, которые его нашли и подняли на корабль Green Warrior.
Сэмми, который восстанавливается после обморожения, отвозят рабочим в лабораторию, и теперь его помещают в комнату на корабле. По пути в комнату он встречает Шелли в клетке, которая также пытается восстановиться после обморожения. Как только корабль добирается до Монтерея, штат Калифорния, Сэмми перевозят в центр спасения животных Монтерея и помещают в загон. Там он воссоединяется с Котоффом, который извиняется перед ним за то, что солгал ему, и он защищается тем, что тогда ревновал. Он также говорит Сэмми, что миссис Снежник и хиппи, которых он знал с пляжа, теперь работают в спасательном центре. Сэмми смотрит в окно и видит, что несколько рабочих собираются выпустить Шелли обратно в океан, что вызывает у Сэмми панику и желание выбраться из загона, чтобы немедленно увидеть ее. Но прежде чем Котофф успевает открыть дверь загона, чтобы выпустить Сэмми, в комнату входит миссис Снежник, и она была удивлена, увидев Сэмми снова после всех этих лет, и что Сэмми вырос с того момента, как они виделись в последний раз. Она говорит ему, что ей придется сначала пометить его, прежде чем его выпустят обратно в океан.
Вскоре после того, как Сэмми выпускают в океан. Познакомьтесь с двумя черепахами, которые ищут помощи для другой черепахи, застрявшей в контейнере. Сэмми освобождает черепаху, которой оказывается Рэй, который в настоящее время помолвлен с Ритой. Рэй ведет Сэмми в затонувший корабль и находит Шелли на встрече с другой черепахой. Удрученному бедняге Сэмми Рита рассказывает, что черепаха — это Робби, а он просто плейбой. Чтобы произвести впечатление, Рэй организует спасение Сэмми на Шелли с помощью Альберта, белой акулы, и план удается. И поскольку любовь между Сэмми и Шелли так сильна друг к другу, они женятся на месте кораблекрушения, и другие морские черепахи присутствуют на их свадьбе. Молодожены уплывают вместе после церемонии, чтобы продолжить свое путешествие по миру.
2009 год. Сэмми и Рэй, теперь уже оба дедушки своих внуков, наблюдают, как новорожденные черепахи Сэмми перебираются через дорогу от своего гнезда, чтобы добраться до воды. Именно тогда Сэмми услышал звук младшего внука, зовущим на помощь в гнезде, и увидел, как он пытается выбраться. Сэмми, точно зная, что чувствует его внук, будучи последним, кто вылупился из гнезда и не имея возможности выбраться, помогает ему и наблюдает, как он следует за своими внуками к воде.

## Над фильмом работали

### Создатели
- Режиссёр — Бен Стассен;
- Автор сценария — Домоник Парис;
- Продюсеры — Бен Стассен, Кэролайн Ван Исегем, Домоник Парис, Мими Мэйнард, Джина Галло;
- Композитор — Рамин Джавади;
- Художник-постановщик — Джереми Дегрусон.

### Актёры
- Энтони Андерсон;
- Эд Бегли-младший;
- Пэт Кэрролл;
- Тим Карри;
- Стейси Кич;
- Юрий Ловенталь;
- Кэти Гриффин;
- Мелани Гриффит;
- Дженни Маккарти

## Сиквел
Продолжение мультфильма под названием «Шевели ластами 2» было выпущено в мировой прокат через два года после первой части — 15 августа 2012 года. Оно повествует о приключениях Сэмми, Рэя и их черепашат.